# Гаранин, Николай Филиппович
Николай Филиппович Гаранин (1913, Малое Станичное, Симбирская губерния — 30 июня 1985, Малое Станичное, Ульяновская область) — советский коневод, Герой Социалистического Труда.

## Биография
Родился в семье сельского кузнеца, родители Филипп Иванович и Анисья Филипповна. В 1925 году окончил начальную школу. Ещё будучи подростком проявлял большой интерес к кузнечному делу и слесарному делу. Самоучкой овладел специальности кузнеца, слесаря и токаря по металлу. В 1933 году поступает в Вальдиватскую МТС, где до 1936 года работает слесарем. В 1936 г. призывается в Советскую Армию. Сначала был курсантом полковой школы, а затем младшим командиром. После армии возвратился в Вальдиватскую МТС и работал токарем по металлу. В годы Великой Отечественной войны был на фронте до ранения в голову. Награждён двумя медалями «За отвагу» и «За победу над Германией» в Великой Отечественной войне 1941—1945 гг.
По возвращении в родное село год работал завхозом артели. Затем был выбран председателем сельскохозяйственной артели имени Будённого, позднее стал председателем колхоза «Сердце пятилетки». В 1952 году колхоз становится миллионером, его доход составлял 1,78 млн руб. За развитие коневодства Николаю Филипповичу указом от 11 июля 1950 года присвоено звание Героя Социалистического Труда.
Умер 30 июня 1985.